# Bülent Arınç
Bülent Arınç (ur. 25 maja 1948 w Bursie) – turecki polityk i prawnik, deputowany, minister i wicepremier, przewodniczący Wielkiego Zgromadzenia Narodowego Turcji w latach 2002–2007.

## Życiorys
Absolwent szkoły średniej w Manisie, w 1970 ukończył studia prawnicze na Uniwersytecie w Ankarze. Praktykował w zawodzie prawnika w Manisie. Należał do Partii Dobrobytu Necmettina Erbakana, z ramienia której w 1995 został wybrany na deputowanego. Partia ta została rozwiązana decyzją Trybunału Konstytucyjnego, Bülent Arınç współtworzył w tym czasie Partię Cnoty. Jako jej kandydat w 1999 ponownie dostał się do parlamentu.
W ugrupowaniu należał do stronników Abdullaha Güla. Partia ta również została zdelegalizowana przez Trybunał Konstytucyjny. W 2001 Bülent Arınç znalazł się wśród założycieli Partii Sprawiedliwości i Rozwoju. Z listy AKP z powodzeniem ubiegał się o poselską reelekcję w wyborach w 2002, 2007 i 2011. W listopadzie 2002 został przewodniczącym Wielkiego Zgromadzenia Narodowego Turcji, tureckim parlamentem kierował do 2007.
1 maja 2009 objął stanowiska wicepremiera i ministra stanu w gabinecie premiera Recepa Tayyipa Erdoğana. Na funkcji wicepremiera pozostawał również w powołanym w lipcu 2011 jego kolejnym rządzie oraz w utworzonym w sierpniu 2014 gabinecie Ahmeta Davutoğlu. Stanowisko to zajmował do sierpnia 2015. Przez pewien czas był jednocześnie rzecznikiem prasowym rządu. W 2019 mianowany w skład prezydenckiej rady doradczej. Odszedł z niej w listopadzie 2020 po tym, jak prezydent Recep Tayyip Erdoğan skrytykował jego wypowiedź wzywającą do zwolnienia dwóch działaczy kurdyjskich – Selahattina Demirtaşa i Osmana Kavali.